# يوديد الهيدروجين
يوديد الهيدروجين غاز ثقيل عديم اللون ذو رائحة نفّاذة، وصيغته الكيميائية هي HI. يتفاعل مع الأكسجين ليعطي الماء واليود. ومع الهواء الرطب، HI يعطي رذاذ أو أبخرة من حمض

## التحضير
- يحضر عن طريق مزج الهيدروجين مع اليود عند درجة حرارة تتراوح بين 200° و300°م أو
- عن طريق إضافة الماء إلى خليط اليود والفوسفور الأحمر.[4]

### حمض الهايدريوديك
- يذوب يوديد الهيدروجين بسهولة في الماء، ليكوِّن حمض الهايدريوديك، ويُسمّى أيضًا حمض الهيدرويوديك وهو حمض قوي فعال للغاية.
- ويستخدم الكيميائيون حمض الهيدرويوديك في التجارب المعملية ويكون بمثابة عامل اختزال قوي. وتعطي مثل هذه المادة بعضاً من إلكتروناتها إلى مواد أخرى أثناء التفاعل الكيميائي. ويعد هذا الحمض باهظ الثمن إذا استُخدم في الصناعة على نطاق واسع.

HI(g) + H2O(l) → H3O(aq)+ + I–(aq) Ka ≈ 1010
HBr(g) + H2O(l) → H3O(aq)+ + Br–(aq) Ka ≈ 109
HCl(g) + H2O(l) → H3O(aq)+ + Cl–(aq) Ka ≈ 108

## تفاعل الهيدروجين مع اليود
وفي مجال التفاعلات المنعكسة يمكن ان يحدث هذا في يوديد الهيدروجين وهي التفاعلات التالية :

### 1. التفاعل المنعكس Reversible Reaction
هو تفاعل يسير بالاتجاهين في ذات الوقت ولايتوقف أبداً، إن النظام يكون متحركاً دائما ولا يسكن .
ففي مثالنا أعلاه إذا مزجت الهيدروجين مع اليود في وعاء مغلق وغبت عنه زمناً طويلاً فستعود وتجد الوعاء يحتوي على المواد الثلاث
H2 ، I2 ، HI.

### 2. التفاعل الأمامي Forward Reaction
يسمى التفاعل المتجه من اليسار إلى اليمين ( من المواد المتفاعلة إلى النوانج في تفاعل منعكس باسم التفاعل الأمامي أو التفاعل المباشر Direct Reaction ، إن التفاعل:
(H2 (gas) + I2 (gas) → + 2HI (gas
هو التفاعل المباشر.
3. التفاعل العكسي أو ( الخلفي ) Reversible Reaction :
هو التفاعل المتجه من اليمين إلى اليسار ( من المواد الناتجة إلى المتفاعلة ) في تفاعل منعكس، إن التفاعل :
( 2HI (gas) → I2 (gas) + H2 (gas
هو التفاعل العكسي أو ( الخلفي ) .
يعتمد تحديد التفاعل الأمامي والعكسي في المختبر على اختيار الباحث ففي مثالنا إذا كانت معادلة التفاعل:
(H2 (gas) + I2 (gas) ⇔ + 2HI (gas
فإن التفاعل الأمامي هو تفاعل اليود مع الهيدروجين لإنتاج HI ، والتفاعل العكسي هو تفكك HI لإنتاج الهيدروجين واليود.
وإذا كانت معادلة التفاعل
( 2HI (gas) ⇔ I2 (gas) + H2 (gas
فإن التفاعل الأمامي هو تفاعل تفكك يوديد الهيدروجين لإنتاج اليود، والهيدروجين .
والتفاعل العكسي هو تفاعل الهيدروجين مع اليود لإنتاج HI .

## الاستخدام غير القانوني لحمض الهيادريوديك

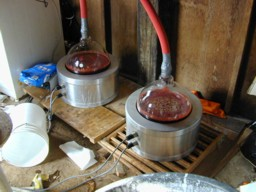
معمل يستخدم طريقة HI/P

## الاستخدام في صناعة الملح
يمكن استخدام حمض الهيدريوديك لتصنيع يوديد الصوديوم أو يوديد البوتاسيوم لزيادة محتوى اليود في الملح.

## وصلات خارجية
- International Chemical Safety Card 1326
- http://minhaji.net/index.php?action=show_mat_lesson&id=238&material=1